# Coupe du monde de patinage de vitesse 2011-2012
Navigation
Édition précédente Édition suivante
La coupe du monde de patinage de vitesse 2011 - 2012 est une compétition internationale qui se déroule durant la saison hivernale. La saison est rythmée par plusieurs épreuves selon les distances entre le 18 novembre 2011 à Tcheliabinsk (Russie) et le 12 mars 2012 à Berlin (Allemagne). La compétition est organisée par l'Union internationale de patinage.
Les différentes épreuves sont le 500 mètres, 1 000 mètres, 1 500 mètres, la longue distance 5 000/10 000 mètres et la poursuite par équipes chez les hommes, chez les femmes les épreuves sont le 500 mètres, 1 000 mètres, 1 500 mètres, la longue distance 3 000/5 000/10 000 mètres, la poursuite par équipes et le mass start. Des épreuves de sprint par équipe sont organisées à titre de démonstration.

## Calendrier

### Hommes
| Date                   | Lieu           | Épreuve              | Vainqueur           | Second              | Troisième           |
| ---------------------- | -------------- | -------------------- | ------------------- | ------------------- | ------------------- |
| 18 au 20 novembre 2011 | Tcheliabinsk   | 500 m (1)            | Pekka Koskela       | Jan Smeekens        | Yuya Oikawa         |
| 18 au 20 novembre 2011 | Tcheliabinsk   | 500 m (2)            | Joji Kato           | Mo Tae-bum          | Yuya Oikawa         |
| 18 au 20 novembre 2011 | Tcheliabinsk   | 1000 m               | Stefan Groothuis    | Kjeld Nuis          | Denny Morrison      |
| 18 au 20 novembre 2011 | Tcheliabinsk   | 1500 m               | Stefan Groothuis    | Shani Davis         | Ivan Skobrev        |
| 18 au 20 novembre 2011 | Tcheliabinsk   | 5000 m               | Jorrit Bergsma      | Sven Kramer         | Bob de Jong         |
| 18 au 20 novembre 2011 | Tcheliabinsk   | poursuite par équipe | Pays-Bas            | États-Unis          | Allemagne           |
| 25 au 27 novembre 2011 | Astana         | 500 m (1)            | Mo Tae-bum          | Tucker Fredricks    | Stefan Groothuis    |
| 25 au 27 novembre 2011 | Astana         | 500 m (2)            | Jan Smeekens        | Mo Tae-bum          | Tucker Fredricks    |
| 25 au 27 novembre 2011 | Astana         | 1000 m               | Stefan Groothuis    | Kjeld Nuis          | Mo Tae-bum          |
| 25 au 27 novembre 2011 | Astana         | 1500 m               | Wouter Olde Heuvel  | Denny Morrison      | Håvard Bøkko        |
| 25 au 27 novembre 2011 | Astana         | 5000 m               | Sven Kramer         | Jorrit Bergsma      | Alexis Contin       |
| 25 au 27 novembre 2011 | Astana         | mass start           | Lee Seung-hoon      | Jonathan Kuck       | Joo Hyung-joon      |
| 2 au 4 décembre 2011   | Heerenveen     | 500 m (1)            | Tucker Fredricks    | Joji Kato           | Mo Tae-bum          |
| 2 au 4 décembre 2011   | Heerenveen     | 500 m (2)            | Pekka Koskela       | Joji Kato           | Jesper Hospes       |
| 2 au 4 décembre 2011   | Heerenveen     | 1000 m               | Kjeld Nuis          | Sjoerd de Vries     | Mo Tae-bum          |
| 2 au 4 décembre 2011   | Heerenveen     | 1500 m               | Ivan Skobrev        | Kjeld Nuis          | Håvard Bøkko        |
| 2 au 4 décembre 2011   | Heerenveen     | 10000 m              | Jorrit Bergsma      | Bob de Jong         | Bob de Vries        |
| 2 au 4 décembre 2011   | Heerenveen     | poursuite par équipe | Pays-Bas            | Corée du Sud        | Allemagne           |
| 21 au 22 janvier 2012  | Salt Lake City | 500 m (1)            | Keiichiro Nagashima | Jan Smeekens        | Tucker Fredricks    |
| 21 au 22 janvier 2012  | Salt Lake City | 500 m (2)            | Dmitry Lobkov       | Keiichiro Nagashima | Tucker Fredricks    |
| 21 au 22 janvier 2012  | Salt Lake City | 1000 m (1)           | Shani Davis         | Denny Morrison      | Stefan Groothuis    |
| 21 au 22 janvier 2012  | Salt Lake City | 1000 m (2)           | Shani Davis         | Stefan Groothuis    | Pekka Koskela       |
| 11 au 12 février 2012  | Hamar          | 1500 m               | Shani Davis         | Håvard Bøkko        | Stefan Groothuis    |
| 11 au 12 février 2012  | Hamar          | 5000 m               | Bob de Jong         | Sven Kramer         | Jan Blokhuijsen     |
| 11 au 12 février 2012  | Hamar          | poursuite par équipe | Russie              | Corée du Sud        | Allemagne           |
| 2 au 4 mars 2012       | Heerenveen     | 500 m (1)            | Dmitry Lobkov       | Hein Otterspeer     | Keiichiro Nagashima |
| 2 au 4 mars 2012       | Heerenveen     | 500 m (2)            | Tucker Fredricks    | Michel Mulder       | Joji Kato           |
| 2 au 4 mars 2012       | Heerenveen     | 1000 m               | Shani Davis         | Stefan Groothuis    | Kjeld Nuis          |
| 2 au 4 mars 2012       | Heerenveen     | 1500 m               | Shani Davis         | Kjeld Nuis          | Håvard Bøkko        |
| 2 au 4 mars 2012       | Heerenveen     | 10000 m              | Bob de Jong         | Jorrit Bergsma      | Håvard Bøkko        |
| 2 au 4 mars 2012       | Heerenveen     | mass start           | Jonathan Kuck       | Arjan Stroetinga    | Alexis Contin       |
| 9 au 12 mars 2012      | Berlin         | 500 m (1)            | Jamie Gregg         | Pekka Koskela       | Mo Tae-bum          |
| 9 au 12 mars 2012      | Berlin         | 500 m (2)            | Michel Mulder       | Mo Tae-bum          | Jan Smeekens        |
| 9 au 12 mars 2012      | Berlin         | 1000 m               | Shani Davis         | Kjeld Nuis          | Mo Tae-bum          |
| 9 au 12 mars 2012      | Berlin         | 1500 m               | Håvard Bøkko        | Kjeld Nuis          | Koen Verweij        |
| 9 au 12 mars 2012      | Berlin         | 5000 m               | Sven Kramer         | Bob de Jong         | Jonathan Kuck       |
| 9 au 12 mars 2012      | Berlin         | poursuite par équipe | Pays-Bas            | Corée du Sud        | États-Unis          |
| 9 au 12 mars 2012      | Berlin         | mass start           | Jorrit Bergsma      | Alexis Contin       | Arjan Stroetinga    |

### Femmes
| Date                   | Lieu           | Épreuve              | Vainqueur           | Second                    | Troisième                         |
| ---------------------- | -------------- | -------------------- | ------------------- | ------------------------- | --------------------------------- |
| 18 au 20 novembre 2011 | Tcheliabinsk   | 500 m (1)            | Yu Jing             | Maki Tsuji Thijsje Oenema | -                                 |
| 18 au 20 novembre 2011 | Tcheliabinsk   | 500 m (2)            | Yu Jing             | Lee Sang-hwa              | Jenny Wolf                        |
| 18 au 20 novembre 2011 | Tcheliabinsk   | 1000 m               | Christine Nesbitt   | Margot Boer               | Marrit Leenstra                   |
| 18 au 20 novembre 2011 | Tcheliabinsk   | 1500 m               | Ireen Wüst          | Christine Nesbitt         | Marrit Leenstra                   |
| 18 au 20 novembre 2011 | Tcheliabinsk   | 3000 m               | Martina Sáblíková   | Ireen Wüst                | Claudia Pechstein                 |
| 18 au 20 novembre 2011 | Tcheliabinsk   | poursuite par équipe | Canada              | Pays-Bas                  | Russie                            |
| 25 au 27 novembre 2011 | Astana         | 500 m (1)            | Lee Sang-hwa        | Jenny Wolf                | Thijsje Oenema                    |
| 25 au 27 novembre 2011 | Astana         | 500 m (2)            | Jenny Wolf          | Lee Sang-hwa              | Nao Kodaira                       |
| 25 au 27 novembre 2011 | Astana         | 1000 m               | Christine Nesbitt   | Thijsje Oenema            | Margot Boer                       |
| 25 au 27 novembre 2011 | Astana         | 1500 m               | Christine Nesbitt   | Claudia Pechstein         | Ireen Wüst                        |
| 25 au 27 novembre 2011 | Astana         | 3000 m               | Martina Sáblíková   | Claudia Pechstein         | Diane Valkenburg                  |
| 25 au 27 novembre 2011 | Astana         | mass start           | Mariska Huisman     | Claudia Pechstein         | Kim Bo-reum                       |
| 2 au 4 décembre 2011   | Heerenveen     | 500 m (1)            | Yu Jing             | Lee Sang-hwa              | Wang Beixing                      |
| 2 au 4 décembre 2011   | Heerenveen     | 500 m (2)            | Yu Jing             | Jenny Wolf                | Laurine van Riessen               |
| 2 au 4 décembre 2011   | Heerenveen     | 1000 m               | Christine Nesbitt   | Yu Jing                   | Yekaterina Shikhova               |
| 2 au 4 décembre 2011   | Heerenveen     | 1500 m               | Christine Nesbitt   | Ireen Wüst                | Yekaterina Shikhova               |
| 2 au 4 décembre 2011   | Heerenveen     | 5000 m               | Martina Sáblíková   | Claudia Pechstein         | Stephanie Beckert                 |
| 2 au 4 décembre 2011   | Heerenveen     | poursuite par équipe | Canada              | Russie                    | Corée du Sud                      |
| 21 au 22 janvier 2012  | Salt Lake City | 500 m (1)            | Lee Sang-hwa        | Nao Kodaira               | Heather Richardson                |
| 21 au 22 janvier 2012  | Salt Lake City | 500 m (2)            | Lee Sang-hwa        | Yu Jing                   | Jenny Wolf                        |
| 21 au 22 janvier 2012  | Salt Lake City | 1000 m (1)           | Christine Nesbitt   | Heather Richardson        | Ireen Wüst                        |
| 21 au 22 janvier 2012  | Salt Lake City | 1000 m (2)           | Laurine van Riessen | Marrit Leenstra           | Monique Angermüller               |
| 11 au 12 février 2012  | Hamar          | 1500 m               | Ireen Wüst          | Christine Nesbitt         | Marrit Leenstra                   |
| 11 au 12 février 2012  | Hamar          | 3000 m               | Martina Sáblíková   | Stephanie Beckert         | Ireen Wüst                        |
| 11 au 12 février 2012  | Hamar          | poursuite par équipe | Russie              | Pologne                   | Corée du Sud                      |
| 2 au 4 mars 2012       | Heerenveen     | 500 m (1)            | Yu Jing             | Margot Boer               | Heather Richardson                |
| 2 au 4 mars 2012       | Heerenveen     | 500 m (2)            | Jenny Wolf          | Yu Jing                   | Heather Richardson                |
| 2 au 4 mars 2012       | Heerenveen     | 1000 m               | Heather Richardson  | Ireen Wüst                | Marrit Leenstra                   |
| 2 au 4 mars 2012       | Heerenveen     | 1500 m               | Ireen Wüst          | Marrit Leenstra           | Diane Valkenburg                  |
| 2 au 4 mars 2012       | Heerenveen     | 5000 m               | Martina Sáblíková   | Stephanie Beckert         | Claudia Pechstein                 |
| 2 au 4 mars 2012       | Heerenveen     | mass start           | Mariska Huisman     | Claudia Pechstein         | Foske van der Wal                 |
| 9 au 12 mars 2012      | Berlin         | 500 m (1)            | Yu Jing             | Lee Sang-hwa              | Jenny Wolf                        |
| 9 au 12 mars 2012      | Berlin         | 500 m (2)            | Yu Jing             | Lee Sang-hwa              | Christine Nesbitt                 |
| 9 au 12 mars 2012      | Berlin         | 1000 m               | Christine Nesbitt   | Heather Richardson        | Zhang Hong (patineuse de vitesse) |
| 9 au 12 mars 2012      | Berlin         | 1500 m               | Christine Nesbitt   | Marrit Leenstra           | Martina Sáblíková                 |
| 9 au 12 mars 2012      | Berlin         | 3000 m               | Martina Sáblíková   | Stephanie Beckert         | Claudia Pechstein                 |
| 9 au 12 mars 2012      | Berlin         | poursuite par équipe | Canada              | Corée du Sud              | Russie                            |
| 9 au 12 mars 2012      | Berlin         | mass start           | Claudia Pechstein   | Mariska Huisman           | Anna Rokita                       |

## Classement général
| Rang | Nom              | Total |
| ---- | ---------------- | ----- |
| 1    | Kjeld Nuis       | 84.00 |
| 2    | Stefan Groothuis | 81.50 |
| 3    | Shani Davis      | 80.00 |
| 4    | Håvard Bøkko     | 68.00 |
| 5    | Jorrit Bergsma   | 63.50 |

| Rang | Nom               | Total  |
| ---- | ----------------- | ------ |
| 1    | Christine Nesbitt | 116.25 |
| 2    | Martina Sáblíková | 86.50  |
| 3    | Ireen Wüst        | 85.00  |
| 4    | Claudia Pechstein | 79.50  |
| 5    | Yu Jing           | 65.00  |

## Classements de chaque discipline

### 500 m
| Rang | Nom              | Points |
| ---- | ---------------- | ------ |
| 1    | Mo Tae-bum       | 702    |
| 2    | Pekka Koskela    | 674    |
| 3    | Tucker Fredricks | 646    |
| 4    | Jan Smeekens     | 625    |
| 5    | Joji Kato        | 547    |

| Rang | Nom            | Points |
| ---- | -------------- | ------ |
| 1    | Yu Jing        | 960    |
| 2    | Lee Sang-hwa   | 890    |
| 3    | Jenny Wolf     | 869    |
| 4    | Margot Boer    | 555    |
| 5    | Thijsje Oenema | 534    |

### 1000 m
| Rang | Nom              | Points |
| ---- | ---------------- | ------ |
| 1    | Shani Davis      | 600    |
| 2    | Stefan Groothuis | 580    |
| 3    | Kjeld Nuis       | 486    |
| 4    | Denny Morrison   | 394    |
| 5    | Sjoerd de Vries  | 359    |

| Rang | Nom                | Points |
| ---- | ------------------ | ------ |
| 1    | Christine Nesbitt  | 550    |
| 2    | Heather Richardson | 459    |
| 3    | Marrit Leenstra    | 420    |
| 4    | Margot Boer        | 365    |
| 5    | Ireen Wüst         | 314    |

### 1500 m
| Rang | Nom            | Points |
| ---- | -------------- | ------ |
| 1    | Håvard Bøkko   | 472    |
| 2    | Kjeld Nuis     | 430    |
| 3    | Shani Davis    | 425    |
| 4    | Denny Morrison | 312    |
| 5    | Ivan Skobrev   | 301    |

| Rang | Nom               | Points |
| ---- | ----------------- | ------ |
| 1    | Christine Nesbitt | 510    |
| 2    | Ireen Wüst        | 450    |
| 3    | Marrit Leenstra   | 401    |
| 4    | Martina Sáblíková | 276    |
| 5    | Diane Valkenburg  | 265    |

### Longue distance
| Rang | Nom            | Points |
| ---- | -------------- | ------ |
| 1    | Bob de Jong    | 510    |
| 2    | Sven Kramer    | 440    |
| 3    | Jorrit Bergsma | 435    |
| 4    | Håvard Bøkko   | 308    |
| 5    | Alexis Contin  | 300    |

| Rang | Nom               | Points |
| ---- | ----------------- | ------ |
| 1    | Martina Sáblíková | 650    |
| 2    | Stephanie Beckert | 410    |
| 3    | Claudia Pechstein | 405    |
| 4    | Diane Valkenburg  | 295    |
| 5    | Linda de Vries    | 246    |

### Poursuite par équipes
| Rang | Nom          | Points |
| ---- | ------------ | ------ |
| 1    | Pays-Bas     | 374    |
| 2    | Corée du Sud | 340    |
| 3    | Allemagne    | 300    |
| 4    | États-Unis   | 281    |
| 5    | Russie       | 150    |

| Rang | Nom          | Points |
| ---- | ------------ | ------ |
| 1    | Canada       | 390    |
| 2    | Russie       | 355    |
| 3    | Corée du Sud | 320    |
| 4    | Pologne      | 265    |
| 5    | Japon        | 150    |

### Mass start
| Rang | Nom              | Points |
| ---- | ---------------- | ------ |
| 1    | Alexis Contin    | 250    |
| 2    | Jorrit Bergsma   | 212    |
| 3    | Jonathan Kuck    | 196    |
| 4    | Arjan Stroetinga | 185    |
| 5    | Lee Seung-hoon   | 175    |

| Rang | Nom                | Points |
| ---- | ------------------ | ------ |
| 1    | Mariska Huisman    | 320    |
| 2    | Claudia Pechstein  | 310    |
| 3    | Anna Rokita        | 175    |
| 4    | Forske van der Wal | 160    |
| 5    | Maria Lamb         | 155    |